# Parque nacional Fairlies Knob
Fairlies Knob es un parque nacional en Queensland (Australia), ubicado a 231 km al norte de Brisbane.

## Datos
- Área: 0,40 km²
- Coordenadas: 25°30′18″S 152°17′35″E / -25.50500, 152.29306
- Fecha de Creación: 1910
- Administración: Servicio para la Vida Salvaje de Queensland
- Categoría IUCN: II

Véase también:
- Zonas protegidas de Queensland

- Datos: Q1393302